# Husholdningssprit
Husholdningssprit er ethanol, der er denatureret, så det ikke er til at indtage. Opløsningen kan derfor sælges uden alkoholafgifter. Det er forskelligt, hvilke stoffer der benyttes som denatureringsmidler, men typisk er de giftige eller har ubehagelig smag eller lugt.
Før i tiden kunne det lade sig gøre at destillere denatureringsmidlet fra ethanolen i husholdningsspritten, hvilket underminerede afgiftssystemet, men i dag bruges denatureringsmidler, hvis kogepunkter ligger så tæt op ad ethanols, at prisen for at fraskille dem ville være højere end afgiften på ren ethanol.
EU standardiserede i 2013 denatureringsmetoden for husholdningssprit i medlemslandene. Per hektoliter (100 liter) ethanol tilsættes 3 liter isopropylalkohol, 3 liter methylethylketon og 1 gram denatoniumbenzoat. Nogle af EU-landene har også andre metoder som må anvendes.
Koncentrationen af det denaturerede ethanol i husholdningssprit ligger typisk på 93-96 pct.